# Sjöstjärnor
Sjöstjärnor (Asteroidea) är en klass av marina djur. Det finns cirka 2 000 olika arter. De har vanligtvis femtalig symmetri, men kan ha upp till omkring 20 armar. Om någon av armarna skulle förloras växer en ny ut (regenereras). Ytterst på varje arm sitter ett öga, med vilket sjöstjärnorna kan urskilja ljusskillnader. De har även ett könsorgan, en så kallad gonad, i varje arm. De största arterna kan bli upp till en meter i diameter.

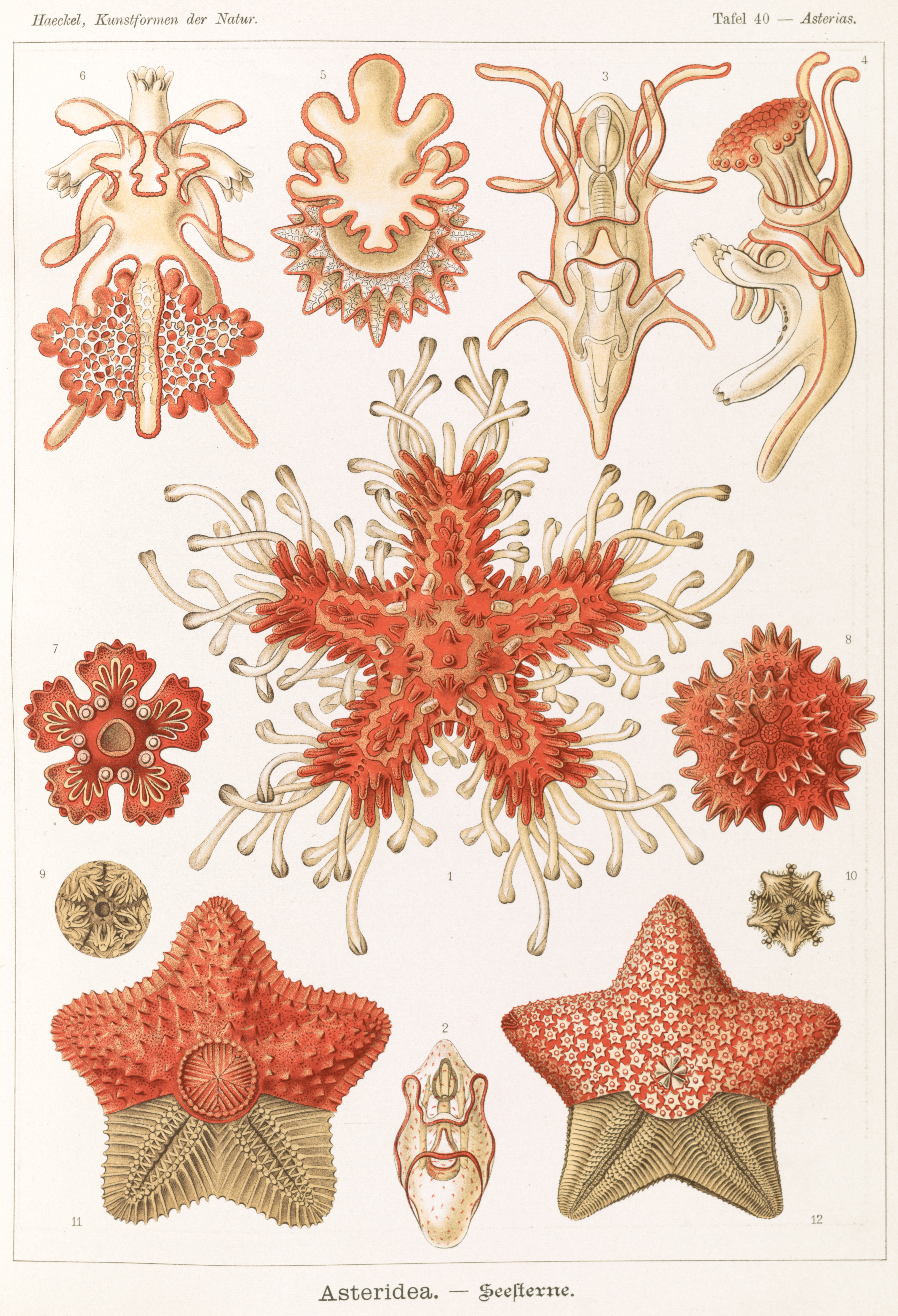
Sjöstjärnor illustrerade av Haeckel 1904.

Sjöstjärnor lever i saltvatten och andas med sina tentakler. De saknar möjlighet att osmosreglera och kan därför inte leva i bräckt eller sötvatten. De har två magar, en för att smälta födan och en som de kan föra ut genom munnen och vränga ut och in. De flesta arter av sjöstjärnor äter musslor vars skal de bänder upp med sina starka armar, varpå de spottar in sin mage i musslan och börjar äta.
Flertalet sjöstjärnor är enkönade men ett fåtal är hermafroditer. De enkönade sjöstjärnorna kan föröka sig genom att spruta ut ägg och spermier för att föröka sig. Om äggen inte blir befruktade kan de ibland genomgå "jungfrufödsel" (partenogenes). Vissa arter av sjöstjärnor, (till exempel Echinaster luzonicus), kan även föröka sig genom att dela sig på mitten och sedan låta de armar som fattas regenereras och möjliggöra att två nya individer bildas. Den gör det ifall den är jagad av fiender eller något annat. Det kan ta flera år innan en ny arm växer ut.
Det finns ungefär 20 arter sjöstjärnor i Sverige. Sjöstjärnorna hör till tagghudingarna. De flesta sjöstjärnor behöver vatten med ganska hög salthalt. Den vanligaste arten i Sverige heter vanlig sjöstjärna, (Asterias rubens). Den kan vara blå, röd, violett, gul eller brun. Man mäter sjöstjärnans diameter med en tänkt ring runt sjöstjärnans armar.

## Sjöstjärnans respirationssystem
Sjöstjärnorna andas genom diffusion. Sjöstjärnornas hud är full med taggar, eller utbuktningar, som kallas för papulae och finns främst på ovansidan av sjöstjärnans kropp. Ovanpå hudens yta sitter små gälar som sjöstjärnan använder när den ska inta syre.
Sjöstjärnorna använder även sina sugfötter när de ska utbyta syrgas och koldioxid med omgivningen. Sugfötterna finns på undersidan av sjöstjärnan.

## Matspjälkningssystem
Alla tagghudingar har ett enkelt matspjälkningssystem med mun, mage, tarmar och anus. Hos de flesta tagghudingar sitter munnen på undersidan av djuret, nedvänt mot marken medan anuset återfinns på ovansidan. Detta gäller även sjöstjärnor.
Tagghudingarna har ett speciellt och unikt system i sin kropp som kallas ambukralsystemet. Det är uppbyggt av vattenkanaler som har sin grund i en central ring i djurets kropp.
Majoriteten av sjöstjärnorna är kött- eller asätare, och inte alls så “fredliga” som många föreställer sig dem. De kan till exempel leva på musslor, snäckor, andra tagghudingar och smådjur. Om en sjöstjärna får tag på en mussla tar den hjälp av sina armar för att bända upp musslans skal. Den kan även spruta in sin egen magsyra i snäckor, om de hittar en öppning. Detta resulterar ofta med en långsam, plågsam död för offret. Det finns två sätt för sjöstjärnan att få i sig föda; antingen slukar de den hel eller så stjälper de ut sin mage över bytet och suger i sig det. De kan även stjälpa ut magen och smälta födan utanför kroppen.
När de äter, gör saltsyran och enzymerna att de upptar de frigjorda näringsämnena. Sedan smälter de sitt byte med magsaften.
Egenskapen att kunna äta med magsäcken utanför kroppen är unik för sjöstjärnan. Tack vare denna egenskap kan de jaga djur som är större än de själva, eftersom de smälter bytet snabbare genom att ha direktkontakt mellan magenzymerna och sitt byte.

## Nervsystemet
Sjöstjärnor är känsliga för beröring, speciellt på deras fötter och rygg, och för ljus, temperaturer och miljön i vattnet. Deras armar består av pigmenterade celler som reagerar på ljus och omsluts av en genomskinlig hinna. Sjöstjärnor saknar en centraliserad hjärna, men ändå har de ett väldigt komplext nervsystem. Matstrupen är omgiven av en central nervring som skickar ut nerver i varje arm. Sjöstjärnornas ringnerver och radiella nerver samordnar djurens jämvikt och rörelseriktning.
Sjöstjärnor har inte förmåga att planera sin verksamhet, vilket till exempel leder till att ifall en av armarna hittar en attraktiv doft så blir den armen automatiskt dominerande och de andra armarna måste följa efter. Detta kan exempelvis inträffa när sjöstjärnan jagar ett byte.
Spetsen på armarna har smak- och luktorgan och det är även där sjöstjärnans ögon befinner sig. Ögonen ser ut som små rödaktiga fläckar. Sjöstjärnans mun finns i mitten på undersidan av kroppen och på den motsatta sidan lämnar den sin avföring. Sjöstjärnan kan dela på sig och få tillbaka de delar den förlorat - samtidigt som den avskilda delen automatiskt blir en ny sjöstjärna. En skadad arm kan sjöstjärnan släppa ifrån sig och det växer ut en ny arm ifall det finns minst en arm kvar.

## Fortplantningssystem
Flertalet sjöstjärnor är enkönade men ett fåtal är hermafroditer. De enkönade sjöstjärnorna kan föröka sig genom att spruta ut ägg och spermier för att föröka sig. Om äggen inte blir befruktade kan de ibland genomgå "jungfrufödsel". Vissa arter av sjöstjärnor kan även föröka sig genom att dela sig på mitten och sedan låta de armar som fattas regenereras och möjliggör att två nya individer bildas.

## Cirkulationssystemet
Blodkärlen bildar tre ringar som går runt munnen, en runt matsmältningssystemet och den tredje vid underlivet. Hjärtat på en sjöstjärna slår ungefär sex gånger per minut. Dessutom är varje arm ihopkopplade med könskörtlar och blodkärlen från underlivets ring, som sträcker sig ut armarna. Dessa kärl gör så att näringsämnena kan transporteras runt i kroppen.

## Sekundära molekyler
Sjöstjärnan producerar ett stort antal sekundära molekyler, i form av lipider, inklusive en stor del av steorider av kolesterol. Men dessutom en mängd fettmolekyler av sfingosin. Dessa ämnen är användningsbara för att ingen ska kunna landa på sjöstjärnans rygg och för att avskräcka rovdjur.

## Hot
Sedan året 2013 registreras ett massutdöende av sjöstjärnor i norra Stilla havet. En undersökning av forskare från Kanada och USA visade att bakterien Vibrio pectenicida är orsaken. Sjukdomen fastställdes vid ungefär 24 olika arter men sjöstjärnan Pycnopodia helianthoides drabbas hårdast. När sjöstjärnor försvinner ökar populationen av sjöborrar. Sjöborrarna i sin tur hotar den marina skogen längs Nordamerikas kustlinje. Framtida forskning ska undersöka om vattenbruk var delaktig i bakteriens spridning.